# Minna Schumacher-Köhl
Maria Wilhelmine „Minna“ Schumacher-Köhl (* 2. Oktober 1883 in Köln; † 3. Juli 1970 in Bad Honnef) war eine deutsche Oberlehrerin, Politikerin (Zentrum), Publizistin sowie Funktionärin verschiedener katholischer Frauenverbände. In der Weimarer Republik war sie Kölner Stadtverordnete sowie Mitglied des Rheinischen Provinziallandtages.

## Leben
Wilhelmine Köhl war ab 1903 als Volksschullehrerin tätig. Nachdem sie eine Zusatzausbildung zur Oberlehrerin absolviert hatte, war sie ab 1907 wissenschaftliche Seminarleiterin am Volksschullehrerinnenseminar in Köln. Eine Zeitlang arbeitete sie auch als Sprachlehrerin in Frankreich. 1910 trat sie in den Verein katholischer deutscher Lehrerinnen ein und setzte sich dort nach dem Ersten Weltkrieg für arbeitslose Lehrerinnen ein etwa durch Weiterbildungskurse. Die Problematik der arbeitslosen Lehrerinnen ergab sich daraus, dass nach Kriegsende männliches Lehrpersonal aus dem Kriegsdienst in die Schulen zurückkehrte und Frauen aus ihren Stellen verdrängten. Köhl setzte sich unter anderem bei Oberbürgermeister Adenauer persönlich dafür ein, dass angestellte Junglehrerinnen nicht von einer beschlossenen Teuerungszulage ausgeschlossen wurden.
Bei der ersten Wahl zur Stadtverordnetenversammlung nach neuer Verfassung im Oktober 1919 – erstmals mit Frauenwahlrecht – wurde sie für die Zentrumspartei in das Gremium gewählt, dem sie bis Oktober 1926 angehörte. Zu ihren Schwerpunkten gehörte die Schul- und Bildungspolitik; so setzte sie sich für die Arbeitsverhältnisse von Lehramtsbewerberinnen sowie für Schulen in freier Trägerschaft ein.
Als sie 1922 den Juristen und Kölner Stadtverordneten Paul Schumacher heiratete, musste sie – aufgrund des Lehrerinnenzölibats – ihren Beruf als Lehrerin aufgeben. Aus der Ehe gingen zwei Kinder hervor.
In den Jahren 1921 bis 1925 sowie 1930 bis 1933 war Schumacher-Köhl Mitglied des Rheinischen Provinziallandtags.
Nachdem Paul Schumacher bereits im Jahr 1925 gestorben war, musste sie wieder erwerbstätig werden, um ihre Kinder zu ernähren; sie betätigte sich als Publizistin zum Thema katholische Familie und Erziehung. Unter anderem war sie Schriftleiterin der Beilage für Frauen und Kinder für die Rheinischen Volkswacht, dem offiziellen Organ der Zentrumspartei sowie der Beilage Die Frau in der Volksgemeinschaft in der Kölnischen Volkszeitung.
Ab 1931 leitete sie als stellvertretende Vorsitzende und ab 1936 Erste Vorsitzende die Reichsarbeitsgemeinschaft für Müttererholung, einem Zusammenschluss verschiedener katholischer Verbände, außerdem war sie von 1929 bis 1941 Diözesanvorsitzende der katholischen Frauen- und Müttervereine, ein Amt, das zuvor ausschließlich von Priestern ausgeübt wurde. In diesen Rollen war sie „maßgeblich für politische Unterweisung verantwortlich“. Diese hatte Anfang der 1930er Jahre zum Ziel, Kirche und Zentrumspartei wieder aneinander anzunähern, da aufgrund wachsender sozialer Spannungen eine „automatische“ Wahlentscheidung von Katholikinnen für „ihre“ Zentrumspartei nicht mehr vorausgesetzt werden konnte.
Schumacher-Köhl kritisierte 1933 die liberal-demokratischen Frauenverbände und machte sie für den „Zusammenbruch des demokratischen Staates“ verantwortlich. 1934 arbeitete sie an der NS-kritischen Antwortschrift Studien zum Mythos des 20. Jahrhunderts unter Leitung des Kölner Generalvikars Josef Teusch mit, mit dem seitens Teilen der katholischen Kirche auf das Buch Der Mythus des 20. Jahrhunderts des NS-Ideologen Alfred Rosenberg reagiert wurde. Später versuchte sie sich mit dem NS-Staat zu arrangieren (wohl um ihre Gruppierungen vor Übergriffen zu schützen), was jedoch nicht gelang; 1938 erhielt sie wegen „politischer Unzuverlässigkeit“ Redeverbot. Ihr Buch Die religiöse Mütterschule erschien zwischen 1937/1938 in fünf Auflagen.
Nach dem Zweiten Weltkrieg arbeitete Schumacher-Köhl als Redakteurin für die Zeitschrift Frau und Mutter sowie für die Frauenbeilage der Kölnischen Rundschau und leistete in Vereinen erneut politische Bildungsarbeit für Frauen.
Sie starb 1970 in Bad Honnef; ihr Nachlass wird gemeinsam mit dem ihres Ehemannes im Historischen Archiv der Stadt Köln aufbewahrt.

## Publikationen (Auswahl)
- mit Clara Wirtz: An der Mutter Hand zum Tisch des Herrn: Ein Hilfsbuch für die Mütter der Erstkommunionkinder. J. Thum, Kevelaer 1931.
- Gesunde Eltern, gesunde Kinder, gesundes Volk: Aufklärung und Wegweisung für die christliche deutsche Mutter. Verl. Deutsches Werden [Franz Wagner], Köln [Leipzig] 1933.
- Das heilige Jahr der katholischen Mutter: Das Leben mit d. Kirche in Liturgie u. Festfeier. Thum, Kevelaer 1933.
- St. Monika: Der Weg einer heiligen Mutter nach den Bekenntnissen ihres Sohnes. Verl. d. Johannesbundes, Leutesdorf 1936.
- Mütterliche Christenlehre: Von Jesus Christus, unserm Erlöser. Verlag des Johannesbundes, Leutesdorf 1937.
- Mein Kind beim heiligen Messopfer: Wie die Mutter ihr Kind lehrt, das heilige Meßopfer mitzufeiern. Benziger, Einsiedeln Köln 1939.
- Die religiöse Mutterschule: Ein Hausbuch für die religiöse Unterweisung und Führung des Kindes in der katholischen Familie im Anschluss an das Kirchenjahr. 4., veränd.  Auflage. Thum, Kevelaer 1949.